# Кјавика (Болоња)
Кјавика (итал. Chiavica) је насеље у Италији у округу Болоња, региону Емилија-Ромања.
Према процени из 2011. у насељу је живело 219 становника. Насеље се налази на надморској висини од 22 м.